# 男はつらいよ 寅次郎わが道をゆく
『男はつらいよ 寅次郎わが道をゆく』（おとこはつらいよ とらじろうわがみちをゆく）は、1978年8月5日に公開された日本映画。男はつらいよシリーズの21作目。同時上映は勝野洋主演の『俺は田舎のプレスリー』。

## あらすじ
寅次郎が旅先で見る夢では、とらやに帰ってきた寅次郎は「第三惑星の宇宙人」であり、帽子型のUFOに乗って降りてきた猿型宇宙人2人と源公に似た宇宙人によばれ、地球から去っていく。
柴又帝釈天で『東京踊り』の大入り祈願を行っていた踊り子たちに、街は盛り上がる。寅次郎は踊り子たちの行列の後ろを付けてとらやに戻る。持病の発作を起こしていた竜造に見舞い金をあげてとらやの人びとの感動を呼んだ寅次郞だったが、とらやの将来を大風呂敷に語ったことで家族の顰蹙を買ってしまい、タコ社長ともけんかになって、また旅に出る。
旅先の田の原温泉で自動車整備工の失恋青年・留吉（武田鉄矢）と意気投合する寅次郎だったが、宿賃を貸してくれないかと速達を送って、はるばる熊本までさくらに迎えに来てもらうという失態を犯す。反省の気持ちで旅先から帰り、まじめに店を手伝いながらとらやで骨休めをしていた寅次郎は、ある日、店を訪ねてきた美しい女性の姿にハッとする。彼女はさくらの学友で松竹歌劇団（SKD）の花形スター・紅奈々子（木の実ナナ）で、寅次郎が旅の間、博の工場の慰安行事で浅草の国際劇場での『東京踊り』の公演を見に行ったさくらと旧交を温めていたのだ。寅次郎は、地味で所帯じみた妹とは対照的な奈々子にすっかり魅了されて、後をついて浅草に行ってレビューを観覧し、熊本から帰ってきた後の真面目さをあっさりと失う。そして、「農村の将来を考えるシンポジウム」に参加するために上京した留吉がレビューを観覧したいという気持ちに乗じて、さらに奈々子と親しくなる。
ある日、深刻な顔をした奈々子がとらやに来て、好きな男がいるとさくらに告白。寅次郎はこの恋も終わりかと肩を落としたが、踊りの仕事を辞めるという選択を必然的に迫られる結婚を、今はするつもりはないという奈々子の言葉に復活。奈々子の家まで雨の中を送ったついでに、彼女に請われ、二人だけで飲むことになる。一晩中一緒に居てという奈々子。それまでの「お兄ちゃん」の呼称に「寅さん」も混じる。寅次郎でなくたって勘違いする。しかしそこへ、奈々子と10年交際をしていたという劇場の照明担当の男・隆（竜雷太）が現れ、二人は雨の中で抱き合う。そのシーンを寅次郞は窓越しに目撃してしまった。とらやにいるさくらの元に奈々子から電話がかかってきて、結婚の決意を伝えられる。寅次郞は、奈々子の幸せを願いつつ、自分だったら踊りをやめるような選択肢を奈々子に採らせることはしなかったという未練をさくらにこぼして、旅に出る。
奈々子は、『夏のおどり』公演で正式に引退することを座長に伝え、自分のために作られた『道』をソロで歌う。歌劇団に入ってから現在までの道のりを歌詞に込めた歌だった。直前まで、憧れて入った世界から離れることへの迷いが出ていたが、「さあ、しっかり」と共演者に励まされ、最後の舞台に立つ。この日は、さくらも観劇していた。後方で誰にも気づかれないように寅次郎も観覧していたが、途中で退席。これにてこの恋も終わり。
東京で踊り子に振られ熊本に帰った留吉は、また女にふられる。そんな留吉の姿を目撃し、失恋続きの彼に呆れる寅次郞であった。

## キャスト
- 車寅次郎：渥美清
- 諏訪さくら：倍賞千恵子
- 紅奈々子：木の実ナナ
- 車竜造（おいちゃん）：下條正巳
- 車つね（おばちゃん）：三崎千恵子
- 諏訪博：前田吟
- 社長（桂梅太郎）：太宰久雄
- 諏訪満男：中村はやと
- 源公：佐藤蛾次郎
- 温泉宿の親父：犬塚弘
- 備後屋：佐山俊二
- 国際劇場照明係・宮田隆：竜雷太
- 留吉の母：杉山とく子
- 奈々子の妹・勝子：左時枝
- 奈々子の母：寺島信子
- 春子：岡本茉利
- カメラの男：津嘉山正種
- 縞シャツの男：久世龍之介
- 小林伊津子
- 夢のご近所：後藤泰子
- 印刷工：木村賢治
- 印刷工：長谷川英敏
- 印刷工：羽生昭彦
- 印刷工・中村：笠井一彦
- 後藤留吉：武田鉄矢
- 御前様：笠智衆
- 夢のご近所/とらやの客：谷よしの（ノンクレジット）
- 松竹歌劇団(SKD)
- SKD・夕月静香：小月冴子
- SKD・古城ゆかり：春日宏美
- SKD・千羽ちどり
- SKD・藤川洋子
- SKD・姫路涛希
- SKD・富士しのぶ：梓しのぶ
- SKD・沖千里（ノンクレジット）
- SKD・香月淳（ノンクレジット）

## ロケ地
- 大分県玖珠郡九重町(麻生釣駅)、竹田市(広瀬神社)
- 熊本県阿蘇市(大観峰、内牧駅)、上益城郡山都町(通潤橋)、阿蘇郡南阿蘇村(阿蘇下田駅)、阿蘇郡南小国町(田の原温泉)、阿蘇郡小国町(阿弥陀杉、杖立温泉)
- 東京都台東区浅草(国際劇場、とんかつの河金、常盤座横)、荒川区(奈々子の実家)

佐藤(2019)、pp.625-626より

## エピソード
- 本作では松竹歌劇のシーンが数多く出ているが、さくら役の倍賞千恵子は松竹歌劇団出身である。
- 松竹歌劇団に所属していた珠木美甫のブログによると「河金」は実際に出前を取っていたところであり、『東京おどり』の曲は3箇所ほど別の曲であり、また本物の稽古場が使用されていたという[2]。尚、珠木美甫自身も映画には出演していた。
- DVDに収録されている特典映像「特報」「予告編」には以下のような別シーンが挿入されている。
  - 「特報」では留吉(武田鉄矢)が本作の案内を行っている。
  - 夢から覚める時、劇中ではラジカセから流れてくるピンクレディのUFOで目を覚ましているが「特報」では曲がロックに差し替えられている。
  - 農村道を歩く寅次郎(特報)。
  - 杖立温泉でさくらを出迎えるシーンの別カット。特報では丸めた紙を左手に持っているが本編では両手で抱えている。
  - 大杉で寅と留吉の会話で特報では「夜にでも話にいらっしゃい」であるが本編では「夜分にも話にいらっしゃい」となっている。
  - 奈々子がとらやに入るシーンの別カット。予告編ではそのまま店内へ入るが本編では看板に手をかけて揺らしている、水を飲むシーンなどが異なっている。
  - 田園道をあるく寅次郎のシーン。
- 使用されたクラシック音楽（判明した曲）
  - アントニオ・ヴィヴァルディ作曲：ヴァイオリン協奏曲集『和声と創意の試み』から協奏曲第1番ホ長調 RV 269「春」第3楽章アレグロ：SKDの舞台

## スタッフ
- 監督・原作：山田洋次
- 脚本：山田洋次、朝間義隆
- 製作：島津清
- 音楽：山本直純

## 記録
- 観客動員：189万7000人
- 配給収入：12億2800万円[3]
- 上映時間：107分